# Фортечна дивізія «Данциг»
Фортечна дивізія «Данціг» (нім. Festungs-Division Danzig) — дивізія Вермахту, що існувала наприкінці Другої світової війни.

## Історія
Фортечна дивізія «Данціг» сформована у січні 1945 року. Утримувала оборону поблизу Данціга, розгромлена радянськими військами та 28 березня 1945 року капітулювала.

## Райони бойових дій
- Польща (січень — березень 1945).

## Командування

### Командири
- генерал-майор Вальтер Фрейтаг (нім. Walter Freytag) (січень — 28 березня 1945).

## Склад
| 1945                                  |
| ------------------------------------- |
| 4 гренадерські батальйони             |
| 2 батальйони підвищеної готовності    |
| Фортечний район «Північ»              |
| Фортечний підрозділ «Північний захід» |
| Фортечний підрозділ «Узбережжя»       |
| Фортечний підрозділ «Захід»           |
| Фортечний підрозділ «Схід»            |